# Orquestra de câmara
A orquestra de câmara é um grupo instrumental composta por um menor número de músicos e instrumentos musicais do que se comparada com uma orquestra. Normalmente realiza apresentações em ambientes restritos, daí o nome "câmara", que nesse caso é referência ao local destinado a apresentação. Enquanto uma orquestra sinfônica ou filarmônica é composta por mais de cinquenta instrumentos e destina-se a apresentação em grandes teatros ou mesmo áreas externas, a orquestra de câmara é composta por poucos instrumentos, destinada a apresentação no interior de edificações, para um público mais reduzido.

## Evolução
Afrescos em baixo-relevo datados do século IX retratam pequenos grupos em atitude de execução musical
No século XVIII, as orquestras de câmara predominantes eram compostas por instrumentos de corda (primeiros-violinos e segundos-violinos, violas, violoncelos e contrabaixos) e sopros (flautas, oboés, clarinetes, fagotes, trompas, trompetes e tímpanos). A partir do classicismo, orquestras com vinte músicos eram consideradas camerísticas. A denominação música de câmara é utilizada a partir do período clássico da música.

## Grupos de música de câmara
A orquestra, embora seja uma das organizações instrumentais que executa música de câmara, se difere dos demais grupos de música de câmara pois existe a participação de um regente, o que não acontece com os grupos de música de câmara. Esses mesmo sem a presença de um maestro contam com a marcação de tempos, ataques, andamento, normalmente conduzidos por um dos músicos, que atua tal qual o spalla ou ""concertino"" em uma orquestra.
A formação pode ser bastante variada quanto ao número de cada um dos instrumentos e o número total de músicos que compõem a orquestra. A formação mais comum  possui violinos (primeiros e segundos), violas, violoncelos e contrabaixos, uma ou duas flautas, dois oboés, dois clarinetes, dois fagotes, duas trompas, trompetes e tímpanos.
Além da orquestra, a música de câmara pode ser executada por:
- Duetos (ou duos):Piano e outro instrumento (flauta, violino, cello, voz) ou dois instrumentos que não sejam o piano.
- Trios: Piano, violino e cello
- Quartetos: Dois violinos, viola, cello
- Quintetos: Piano e quarteto
- Sextetos: dois violinos,  duas violas, dois cellos

## Música de câmara
A música executada por uma "orquestra de câmara" ou "grupo de música de câmara" é chamada de música de câmara. 